# Штаб защиты русских школ
Штаб защиты русских школ (латыш. Krievu skolu aizstāvības štābs, с 2003 года) — движение в Латвии в защиту школьного образования на русском языке. Возникло как коалиция (или периодическая встреча представителей) ряда общественных организаций (ЗаПЧЕЛ, Латвийский комитет по правам человека, Русская община Латвии, Русское общество в Латвии, Латвийская ассоциация русской молодёжи (ЛАРМ), Молодёжный клуб Латвии, Союз украинцев Латвии, Белорусское общество «Прамень» и др.), позднее к её работе подключились и другие организации (Объединённый конгресс русской общины Латвии, Латвийская ассоциация в поддержку школ с обучением на русском языке) и люди извне. Не зарегистрировано. Лидеры движения — Геннадий Котов, Юрий Петропавловский, Александр Казаков (выслан из Латвии в сентябре 2004 года как нежелательный иностранец), Владимир Бузаев, М. Митрофанов, М. Тясин, В. Дергунов, В. Рафальский, один из известнейших представителей — Яков Плинер, организатор школьного комитета  — старшеклассник Рижской средней школы имени Гердера Александр Кузьмин.

## Предыстория
Законодательная инициатива перевода средних школ национальных меньшинств на латышский язык обучения (к 2005 году) впервые была одобрена Сеймом Латвии в феврале 1996 г. После того, как движение «Равноправие» собрало более 55 000 подписей в защиту школ меньшинств, законопроект был отложен.
В октябре 1998 г. Сейм Латвии принял Закон об образовании, согласно которому с сентября 2004 г. обучение во всех средних школах (с 10 по 12 класс) должно было вестись только по-латышски (реформа-2004). С протестами выступили ряд партий и общественных организаций, представляющих интересы русскоязычного населения (протесты были озвучены, например, родительскими конференциями «Учиться на родном языке» в 2000, 2001 и 2002) годах.

## История
Штаб был создан 22 апреля 2003 года группой общественных организаций по инициативе Латвийской ассоциации русской молодёжи. В 2003 году Штаб при значительной поддержке объединения ЗаПЧЕЛ участвовал в проведении ряда митингов и шествий, в том числе массовых (более 10 000 участников по оценке организаторов) — 23 мая и 4 сентября, организовал сбор примерно 107 тысяч подписей в защиту русских школ, серию собраний педагогов и родителей и информационных акций, поездку латвийских школьников в Страсбург. Правительство внесло поправки в закон об образовании, предусматривающие, что на латышском языке будет преподаваться не менее 60 % уроков, но Сейм не спешил утвердить или отвергнуть их. Штаб не поддержал на референдуме идею вступления в Европейский Союз, возражая против пассивности европейских институций по вопросу «реформы-2004».
В начале 2004 года Штаб возглавил ряд школьных забастовок и митингов в Риге — 22 и 23 января, массовые 5 и 11 февраля. Сейм 22 января принял во втором чтении поправки к закону, предусматривавшие учёбу только на латышском, кроме предметов, «связанных с идентичностью» учащихся, но 5 февраля вернулся к требованию преподавать на латышском «не менее 60 %». По опросу Балтийского института социальных наук, переход на пропорцию «60:40» в 2004 г. поддерживало 20 % учителей, 15 % учащихся и 13 % родителей школ национальных меньшинств. Всего же данную пропорцию, по другому исследованию БИСН того же года, поддерживало 53 % населения (77 % латышей, 26 % русских, 35 % представителей других национальностей), не поддерживало 42 % (18 % латышей, 70 % русских, 60 % представителей других национальностей).
6 марта состоялся Вселатвийский съезд защитников русских школ (987 делегатов из 19 населенных пунктов), создавший переговорную группу и выдвинувший требования Штаба, 15—16 апреля — школьная забастовка во многих городах Латвии. 1 мая прошли самые массовые штабные митинги в Риге (по оценкам организаторов, около 65 тысяч участников, по оценкам полиции около 20 тысяч) и Лиепае. По оценке Freedom House, акции протеста против школьной реформы были самыми массовыми за период независимости, и в них участвовало большинство русских учащихся.
В 2004 году премьер И. Эмсис создал рабочую группу с участием министров, правоохранительных органов, служб госбезопасности и экспертов для борьбы с противниками реформы. Позднее директор Бюро по защите Конституции Я. Кажоциньш оценивал, что «тогда удалось предотвратить фундаментальные угрозы национальной безопасности».
Как отмечает Латвийский центр по правам человека, в ответ на общественные мероприятия, направленные против школьной реформы, в феврале в 2004 году были приняты поправки, лишившие депутатов права проводить встречи с избирателями без согласования; ряд штабистов был оштрафован. В некоторых случаях ЛЦПЧ отмечает запреты массовых акций как сомнительные.
В августе-сентябре 2004 года состоялась голодовка против «реформы». 1 сентября 2004 года Штаб провел ещё один массовый митинг (правительство впервые за многие годы также организовало в этот день концерт в центре столицы), 2—6 сентября школьную забастовку. 12 сентября на основе базы данных сторонников штаба была создана общественная организация — Объединённый конгресс русской общины Латвии (ОКРОЛ).
По оценке правительства, реформа с сентября 2004 г. благополучно вводится в действие. По оценке Штаба, на деле исполнение закона во многом имитируется; о таких случаях говорит и ряд представителей «латышских» партий. Государственная инспекция образования не проводила массовых проверок языка ведения уроков.
Штаб продолжил проводить акции протеста (более тысячи участников по оценке организаторов — 26.02.2005., 16.03.2005., 30.09.2005.) и праздники (11 декабря 2004 и 2005 года), сборы подписей и опросы школьников о результатах реформы. Сфера деятельности Штаба расширилась — она включает с весны 2005 года (402 делегата собрались на Второй съезд защитников русских школ 17 апреля) выступления за официальный статус русского языка, сопротивление акциям ветеранов Латышского легиона СС и их сторонников, а также критику закона о гражданстве, однако активность организации снизилась. Публичные акции часто проводились совместно с ЗаПЧЕЛ, ОКРОЛ и (праздники) Латвийским комитетом по правам человека, «Родиной». Штаб посещал министр по делам интеграции, представители Штаба приглашались на встречу с президентом. Также представители Штаба встречались с представителями европейских правозащитных структур (Совет Европы, ОБСЕ).
В 2014 году, в связи с декларацией нового правительства об изменении языковых пропорций в публичных школах к 2018 году, было объявлено о возобновлении работы Штаба. Штаб вновь активизировался в 2017 году.

## Заявленные цели Штаба[25]
1. Сохранение среднего образования на русском языке;
2. Государство должно обеспечить подготовку преподавателей, обучающих школьников на русском языке;
3. На латышском языке преподаются: латышский язык и литература, история и география Латвии;
4. Остальные предметы преподаются и экзамены по ним сдаются на русском языке;
5. Добиться от государства обеспечения качественного обучения латышскому языку на уроках латышского языка и литературы;
6. Восстановление в действии принципов закона об образовании 1919 года[26].